# Doença por arranhadura do gato
Doença por arranhadura do gato (DAG), também conhecida como febre da arranhadura do gato ou doença de Teeny é uma zoonose comum, geralmente benigna, causada pela bactéria Bartonella henselae. A maioria dos casos ocorre antes dos 18 anos, afeta 9 em cada 100.000 pessoas por ano. Depois da primeira infecção costuma gerar imunidade por vida.

## Causa
Bartonella henselaes são bacilos gram negativos, flagelados, fastidiosos, intracelular facultativo, pequenos e pleomórficos. Gatos infectados são comuns, especialmente gatos de rua e filhotes, e não demonstram sintomas. Entre gatos pode ser transmitido por pulgas. Pode ser transmitido para humanos por arranhão, mordida e talvez por pulgas.

## Sinais e sintomas
Uma ou duas semanas após o arranhão ou mordida do gato podem aparecer:
- Pápulas ou pústulas vermelhas de 3 a 5mm no local da lesão (65%)
- Fadiga e mal estar (29%)
- Febre (28 a 60%)
- Perda de apetite e peso (14%)
- Dor de cabeça (13%)
- Dor de garganta (7%)
- Linfonodos inchaços (linfadenopatia), perto do local do arranhão ou mordida

Na maioria dos sintomas desaparece mesmo sem tratamento já na primeira semana, exceto o inchaço, que leva meses para melhorar.

### Complicações
Em 2 a 10% dos pacientes não tratados desenvolvem alguma complicação, especialmente os imunodeprimidos, como confusão mental, neurorretinite (problemas de visão), convulsões, osteomielite, angiomatose bacilar, eritema nodoso, pneumonia atípica ou artrite. Mesmo pacientes com complicações neurológicas se recuperam sem sequelas, a mortalidade é próxima a zero.

## Tratamento
Os sintomas desaparecem sozinhos em poucos dias, então para a maioria dos pacientes com febre leve ou moderada, apenas tratamento sintomático conservador é recomendado. Isso inclui, administrar antifebril e analgésicos, conforme necessário. Bolsa de água quente pode ser aplicada sobre os nódulos linfáticos inchados. Ocasionalmente, aspiração dos linfonodos é indicado para o alívio da dor em pacientes com nódulos sensíveis. Em casos graves pode ser usado azitromicina ou doxiciclina num curso prolongado (3 a 4 meses).